# Diadasia willineri
Diadasia willineri là một loài Hymenoptera trong họ Apidae. Loài này được Moure mô tả khoa học năm 1947.